# Anna Richter (Grafikerin)

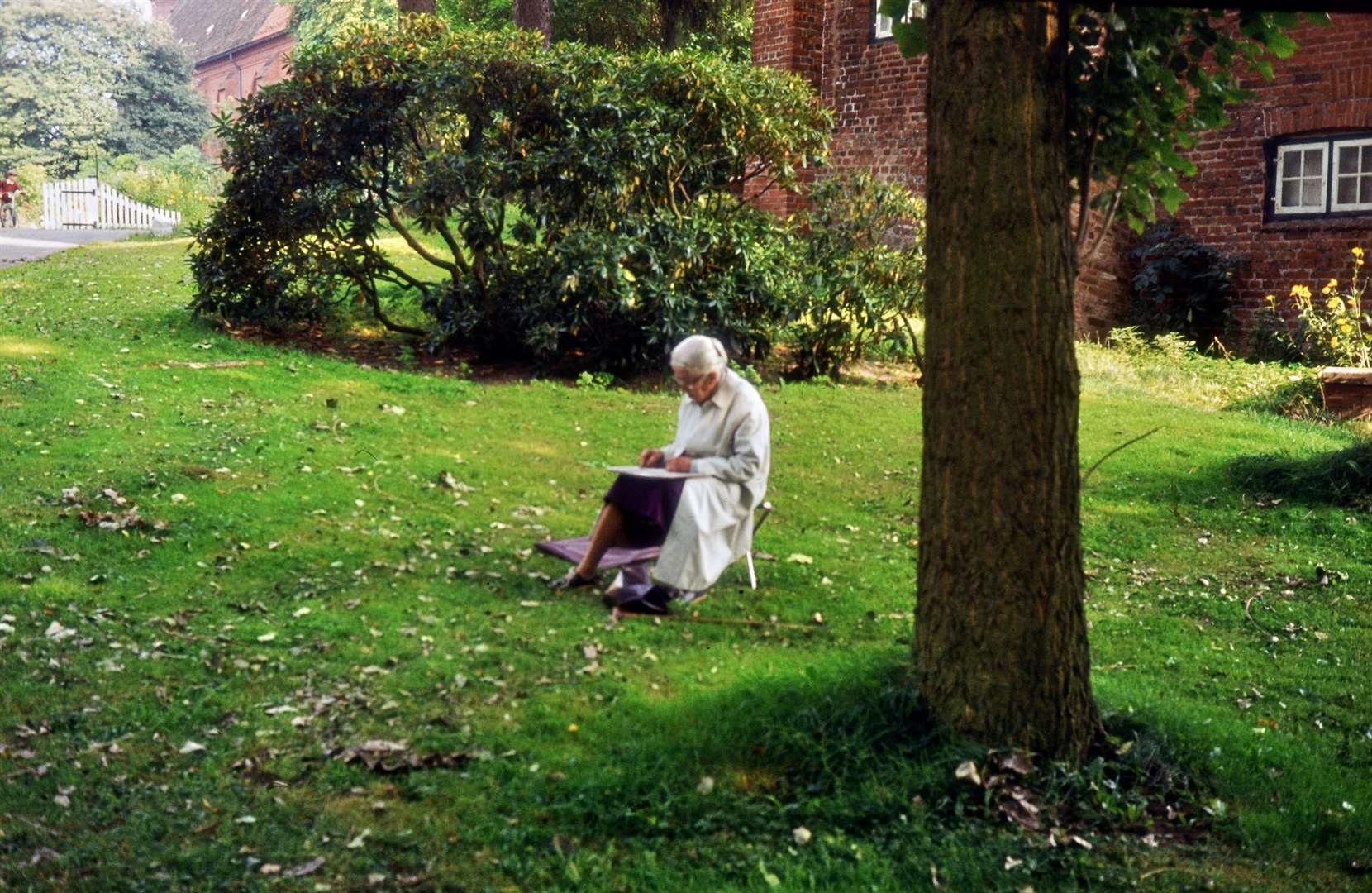

Anna Maria „Anni“ Richter, geborene Anna Maria Volkmann (* 21. Februar 1893 in Königsberg; † 22. Januar 1999) war eine deutsche Grafikerin.

## Familie
Anna Richter war die Tochter des Physikers Paul Volkmann.
Nachdem sie seit 1913 in Pillau ansässig war, siedelte sie 1915 nach Berlin über.
Seit 1921 war sie mit dem Maler und Grafiker Erik Richter verheiratet, der als Professor an der Berliner Kunstakademie lehrte; gemeinsam hatten sie fünf Kinder. 1925 war sie mit ihrem Ehemann in der Junkerstraße 1 und 1939 in der Berlin-Potsdamer Chaussee beim Hofgärtnerhaus in Berlin wohnhaft.
1948 wurde sie mit ihrer Familie in Steinberg 1 in Plön ansässig.

## Leben
Anna Richter begann 1912 ein Studium bei Karl Storch dem Älteren an der Kunstakademie Königsberg und beendete dieses 1914.
Von 1915 bis 1920 besuchte sie in Berlin die Staatliche Lehranstalt des Berliner Kunstgewerbemuseums, die sich in Berlin-Charlottenburg in der Hardenbergstraße befand (ab 1924 Vereinigte Staatsschulen für Freie und Angewandte Kunst) und wurde währenddessen stark von Emil Orlik – der dort als Lehrer tätig war – beeinflusst.
Bis zur Geburt ihres ersten Kindes arbeitete sie als Gebrauchsgrafikerin beim S. Fischer Verlag in Berlin. Trotz der Erziehung der fünf Kinder war sie weiterhin künstlerisch tätig.
Nach ihrem Umzug nach Plön richtete ihr Ehemann – gemeinsam mit Karl Storch dem Jüngeren (1899–1991) – in ihrem Wohnhaus eine private Malschule ein, aus der unter anderem der Maler Uwe Bangert hervorging.

## Künstlerisches Wirken

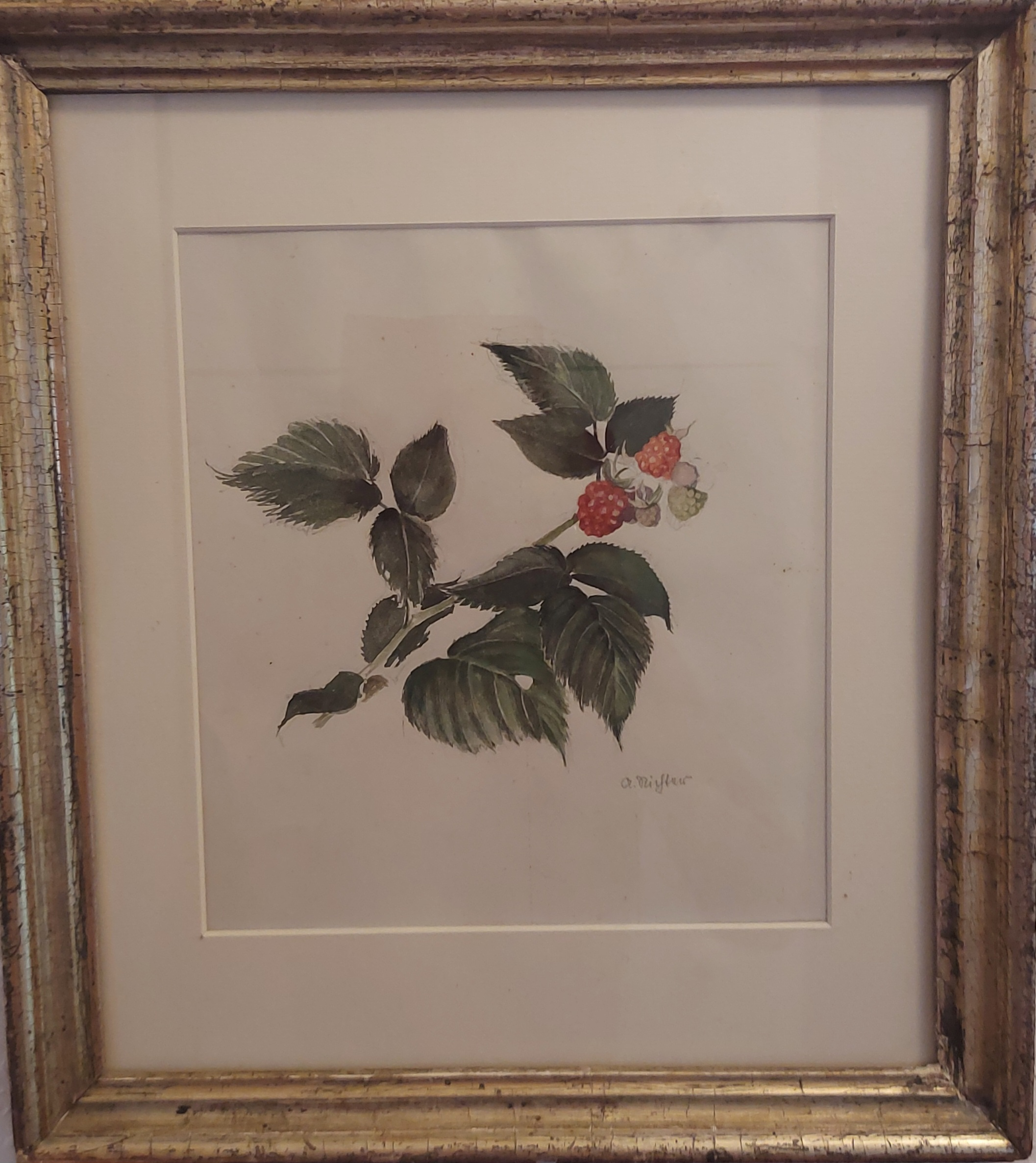

Anna Richter zeichnete Häuser und Straßenzüge der Umgebung und setzte dabei nur gelegentlich Deckfarben ein. Weithin entstanden altmeisterliche Blumen- und Früchtestillleben in einer gedämpften Farbigkeit, außerdem waren Tierdarstellungen, italienische Architektur und Pilze ihre weiteren Motive. Dazu schuf sie Illustrationen für Bücher sowie Zeitschriften und fertigte kalligrafische Arbeiten an.
Trotz zeichnerischen Realismus akzentuierte sie bestimmte Details, nebensächliches wird nur skizzenhaft angedeutet.
Sie zeichnete bis ins hohe Alter und hat auf diese Weise auch viele Plöner Gebäude festgehalten, die heute nicht mehr existieren. 
Ein Großteil ihres Werkes, das in Plön entstanden ist, ist heute als Dauerausstellung im Plöner Rathaus ausgestellt.
Hierzu wurde auch der Katalog "Plöner Skizzen" erstellt.

## Ausstellungen
Anna Richter beteiligte sich an zahlreichen Ausstellungen, so unter anderem an der Malerei und Plastik im Plöner Schloss sowie an einer Kunstausstellung im Kreisheimatmuseum Eutin. Vom 13. Oktober 2006 bis 5. November 2006 fand die Ausstellung Anni Richter sieht Plön im Museum des Kreises Plön statt.

## Werke (Auswahl)
Werke von Anna Richter befinden sich in der Landesbibliothek Kiel und im Schleswig-Holsteinischen Landesmuseum, Schloss Gottorf in Schleswig.
- Strohberg in Plön.[7]
- Markt 13 in Plön.[8]